# Радянські депортації з Естонії
Радянські депортації з Естонії — насильницьке масове виселення частини естонців з території Естонії у інші регіони СРСР, вчинене радянською владою. Один з епізодів депортацій народів СРСР. Проти частини населення Естонії радянським режимом депортація була застосована двічі — у 1940—1941 роках, після військового захоплення Естонії і включення її до складу СРСР, і у 1944—1950 роках, після Радянської окупації Прибалтики 1944 року. Депортовані виселялися головно у Сибір і Казахстан. Естонці, які проживали на території Ленінградської області, переселялися у глиб країни ще у 1935 році. Окрім етнічних естонців, з Естонії виселялася також певна кількість представників інших національностей.
Під час першої депортації було переселено близько 10000 чоловік, під час другої — понад 20000 осіб (планувалося заслати 30000 осіб). Крім того, у 1944 році 70000-80000 осіб покинули Естонію, рятуючись від радянських репресій.
У 1995 році Парламент Естонії визнав депортацію естонців злочином проти людяності.

## Перші виселення після окупації 1940 року
16 червня 1940 року Радянський Союз окупував Естонію. Першими від репресій в Естонії постраждали представники національної еліти країни. 17 липня 1940 року головнокомандувач естонської армії Йохан Лайдонер (помер в 1953 році в Володимирській тюрмі) і його сім'я, і 30 липня 1940 року президент Костянтин Пятс (помер в 1956 році в Калінінська область у психушці) і його сім'я були депортовані в Пензу і Уфу, відповідно. У 1941 році вони були заарештовані. Політичне і військове керівництво країни було депортовано майже повністю, в тому числі 10 з 11 міністрів і 68 з 120 членів парламенту.

## Депортація 1941 року

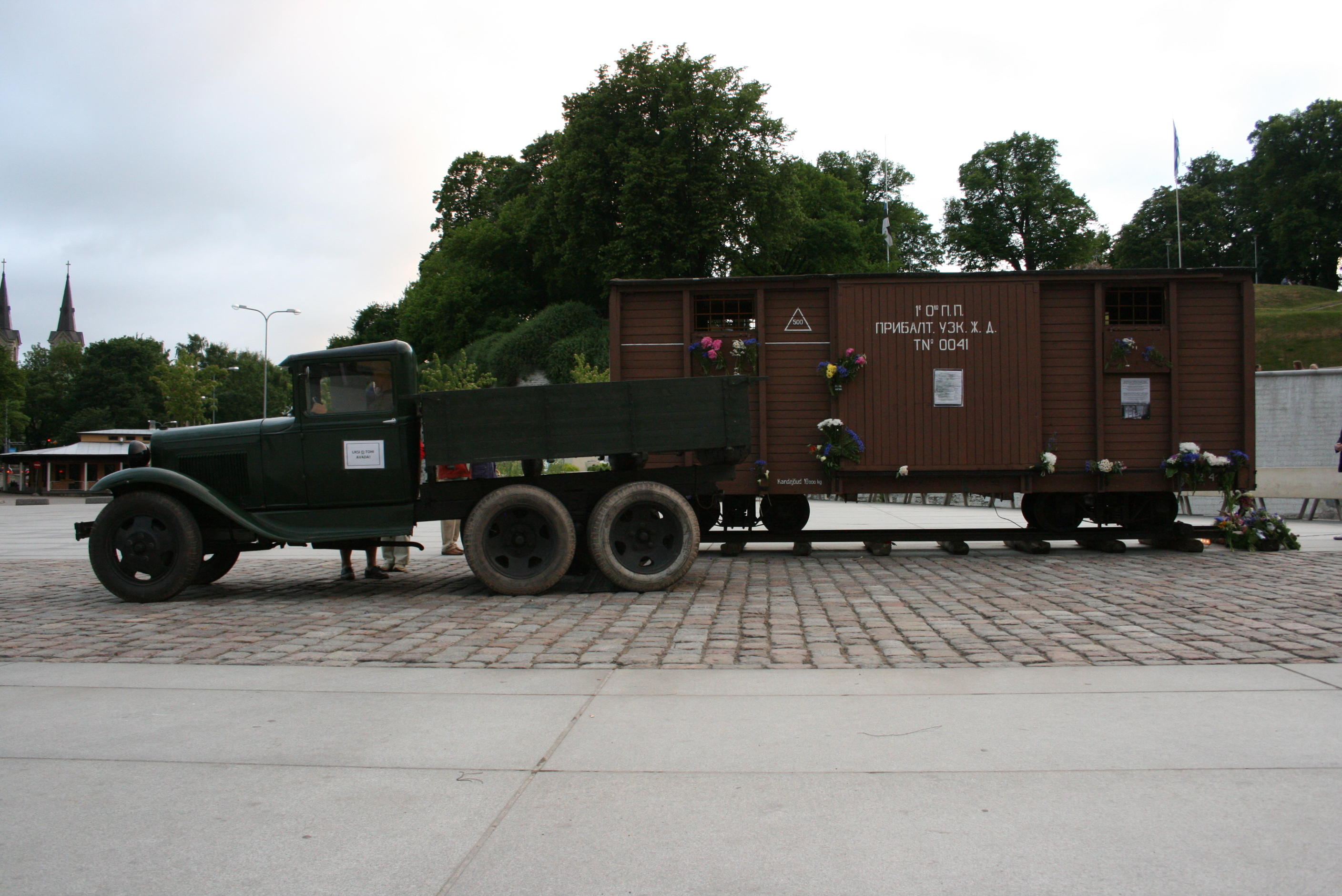
Транспорт для депортації у 1941 році. Вантажівка ГАЗ-ААА і залізничний товарний вагон. Площа Свободи, Таллінн

В Естонії перша великомасштабна депортація звичайних громадян здійснювалася місцевим оперативним штабом НКВС Естонської РСР під керівництвом Бориса Кумма (голова), Андрес Мурро, Олексій Шкурін, Веніамін Гульст і Рудольф Ямес відповідно до надсекретної сільної Постанови ЦК ВКП(б) і РНК СРСР від 14 травня 1941 року за № 1299—526сс «Директива о выселении социально-чуждого элемента из республик Прибалтики, Западной Украины и Западной Белоруссии и Молдавии».
Операція почалася в ніч з 13 на 14 червня 1941 року і продовжилася в наступні два дні. 9,254-10,861 людина, в основному з міські жителі, з них більше 5000 жінок і понад 2500 дітей у віці до 16 років, були виселені в основному в Кіровську область, Новосибірську область, або посаджені у в'язниці. Для вивозу людей було зарезервовано 490 залізничних вантажних вагонів. Депортація проходила з характерною
жорстокісттю: навіть вагітні жінки і люди похилого віку, важко хворі
люди завантажувалися в переповнені вагони для худоби. Триста були розстріляні. Відповідно до наказу від 13 червня 1941 року 11102 люди мали бути депортовані з Естонії, але деяким вдалося втекти.
Кілька тижнів потому, близько 1000 чоловік були заарештовані на острові Сааремаа для депортації, але через вторгнення нацистської Німеччини значну частину ув'язнених було звільнено німецькими військами.
З усіх депортованих у 1941 році, лише 4,331 осіб, тобто менше половини, повернулися згодом на батьківщину.

## Виселення 1944 року
З поверненням радянської влади у 1944 році виселення поновилися. В 1944 році було виселено 280 чоловік як «членів сімей зрадників батьківщини». Крім того, у 1944 році щонайменше 30000 чоловік були мобілізовані у трудові табори за межи Естонії. У серпні 1945 року 407 осіб, переважно балтійських німців, було вивезено з Естонії у Пермську область.

## Депортація 1949 року
В період колективізації в Прибалтиці, на 29 січня 1949 року Рада міністрів видав секретний указ верхній No. 390—138сс, який зобов'язав Міністерство державної безпеки (МДБ) заслати «куркулів» і «ворогів народу» з трьох прибалтійських республік. Рано вранці 25 березня 1949 року почалася друга велика хвиля депортації з Естонії — операція «Прибій», якою було заплановано заслати 30000 осіб з Естонії, в тому числі селян. В Естонії депортацію координували Борис Кумм, міністр безпеки Естонської РСР, генерал-майор Іван Єрмолін, представник МГБ в Естонії. Більше 8000 людей вдалося втекти, але 20722 особи (7500 сімей, понад 2,5 % населення Естонії, половина з яких були жінки, понад 6000 діти у віці до 16 років, і 4300 чоловіків) були відправлені в Сибір протягом трьох днів. Трохи більше 10 % з них були чоловіки працездатного віку. Дев'ять поїздів з людьми були спрямовані в Новосибірську область, шість — в Красноярський край, два в Омську область, два в Іркутську область. Багато з них загинули, більшість з них ніколи не повернувся додому.
Під час 1948—1950, ряд фінів-інгерманландців було також депортовано з Естонської РСР. Остання масштабна кампанія депортацій з Естонії відбулася в 1951 році, коли члени заборонених релігійних груп з країн Балтії, Молдові, Західної України і Білорусі підлягали примусовому переселенню.

## Виноски
1. ↑  Martin, Terry (1998). The Origins of Soviet Ethnic Cleansing. The Journal of Modern History. 70 (4): 813—861. doi:10.1086/235168. JSTOR 10.1086/235168.
2. ↑  The Oxford Handbook of Genocide Studies Oxford University Press Inc. 2010. Retrieved 2013-05-09
3. ↑   Советские депортации из Эстонии в 1940-х годах. Сайт посольства Естонії у РФ http://www.estemb.ru. 23.03.2009. Процитовано березень 2016. {{cite web}}: Зовнішнє посилання в |work= (довідка) (рос.)
4. ↑  Conclusions [Архівовано 9 червня 2007 у Wayback Machine.] of the Estonian International Commission for the Investigation of Crimes Against Humanity.
5. ↑  Kareda, Endel (1949). Estonia in the Soviet Grip: Life and Conditions under Soviet Occupation 1947—1949. London: Boreas.
6. ↑  Uustalu, Evald (1952). The History of Estonian People. London: Boreas.
7. ↑  Laar, Mart (2006). Deportation from Estonia in 1941 and 1949 [Архівовано 25 лютого 2009 у Wayback Machine.]. Estonia Today. Fact Sheet of the Press and Information Department, Estonian Ministry of Foreign Affairs. June 2006.
8. ↑  70th anniversary of deportation and uprising of 1941 The Baltic Times. June 29, 2011. Retrieved 2013-05-06.
9. ↑  The Soviet Occupation of Estonia in 1940—1941 [Архівовано 2014-02-11 у Wayback Machine.] Retrieved 2013-05-06.
10. 1 2 3   Mart Laar (June 2006). Deportation from Est onia in 1941 and 1949 (PDF). Сайт http://vm.ee/et. Процитовано березень 2016. {{cite web}}: Зовнішнє посилання в |work= (довідка) (англ.)
11. ↑  Estonia's Occupations Revisited: Accounts of an Era [Архівовано 6 травня 2008 у Wayback Machine.]. Compiled by Heiki Ahonen. Tallinn: Kistler-Ritso Estonian Foundation, 2004. ISBN 9949-10-821-7.
12. ↑  Parming, Tõnu (1972). Population changes in Estonia, 1935–1970. Population Studies. 26 (1): 53—78. doi:10.2307/2172800. JSTOR 2172800.
13. ↑   Постановление Совета Министров СССР от 29 января 1949 г. № 390-138сс «О выселении с территории Литвы, Латвии и Эстонии кулаков с семьями, семей бандитов и националистов, находящихся на нелегальном положении, убитых при вооруженных столкновениях и осужденных, легализованных бандитов, продолжающих вести вражескую работу, и их семей, а также семей репрессированных пособников бандитов».